# North River
La ville de North River est située dans le comté de Cass, dans l’État du Dakota du Nord, aux États-Unis. Sa population s’élevait à 56 habitants lors du recensement de 2010, estimée à 55 habitants en 2018.

## Histoire
North River a été fondée en 1973.

## Démographie
| 1980 | 1990 | 2000 | 2010 | - | - |
| ---- | ---- | ---- | ---- | - | - |
| 65   | 68   | 65   | 56   | - | - |

## Source
- (en) Cet article est partiellement ou en totalité issu de l’article de Wikipédia en anglais intitulé « North River, North Dakota » (voir la liste des auteurs).